# Szembruk (gromada)
Szembruk – dawna gromada, czyli najmniejsza jednostka podziału terytorialnego Polskiej Rzeczypospolitej Ludowej w latach 1954–1972.
Gromady, z gromadzkimi radami narodowymi (GRN) jako organami władzy najniższego stopnia na wsi, funkcjonowały od reformy reorganizującej administrację wiejską przeprowadzonej jesienią 1954 do momentu ich zniesienia z dniem 1 stycznia 1973, tym samym wypierając organizację gminną w latach 1954–1972.
Gromadę Szembruk z siedzibą GRN w Szembruku utworzono – jako jedną z 8759 gromad na obszarze Polski – w powiecie grudziądzkim w woj. bydgoskim, na mocy uchwały nr 24/6 WRN w Bydgoszczy z dnia 5 października 1954. W skład jednostki wszedł obszar dotychczasowej gromady Szembruk ze zniesionej gminy Łasin oraz obszar dotychczasowej gromady Szembruczek i wieś Budy z dotychczasowej gromady Budy ze zniesionej gminy Rogóżno w tymże powiecie. Dla gromady ustalono 17 członków gromadzkiej rady narodowej.
Gromadę zniesiono 31 grudnia 1959, a jej obszar włączono do gromad Wydrzno (wieś Szembruk wraz z przysiółkiem Przeczno) i Rogóźno (wsie Budy i Szembruczek wraz z przysiółkami Marianowo i Białek) w tymże powiecie.